# 5372 Bikki
5372 Bikki eller 1987 WS är en asteroid i huvudbältet som upptäcktes den 29 november 1987 av de båda japanska astronomerna Kazuro Watanabe och Kin Endate vid Kitami-observatoriet. Den är uppkallad efter japanen Bikki Sunazawa.
Asteroiden har en diameter på ungefär 9 kilometer.